# Đội tuyển Fed Cup Liechtenstein
Đội tuyển Fed Cup Liechtenstein đại diện Liechtenstein ở giải đấu quần vợt Fed Cup và được quản lý bởi Hiệp hội Quần vợt Liechtenstein.  Đội hiện tại thi đấu ở Nhóm I khu vực Âu/Phi.

## Lịch sử
Liechtenstein tham dự kì Fed Cup đầu tiên vào năm 1996. Thành tích tốt nhất của đội là vào năm 2014, khi đánh bại Bosna và Hercegovina trong trận play-off thăng hạng Nhóm II, giúp Liechtenstein lần đầu tiên trong lịch sử lên chơi ở Nhóm I.